# Defassa-Wasserbock
Der Defassa-Wasserbock (Kobus defassa) ist eine afrikanische Antilopenart aus der Gattung der Wasserböcke. Das Verbreitungsgebiet reicht von Gambia und dem südlichen Senegal im Westen bis in das westliche Äthiopien und südlich bis in den nördlich des Muchinga-Gebirges gelegenen Teil Sambias. In Kenia und Tansania kommt der Defassa-Wasserbock nur westlich des Großen Afrikanischen Grabenbruchs vor, östlich davon liegt das Verbreitungsgebiet des Ellipsen-Wasserbocks (Kobus ellipsiprymnus). Isolierte Populationen des Defassa-Wasserbocks gibt es in Angola und in kleinen Savannengebieten im südlichen Gabun und im Westen der Republik Kongo.

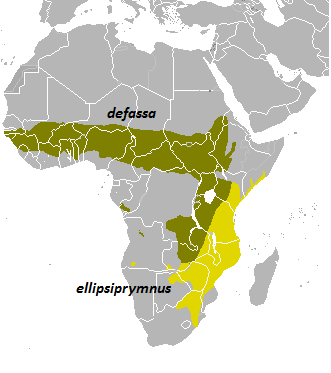
Olivgrün – das ursprüngliche Verbreitungsgebiet des Defassa-Wasserbocks, gelbgrün das des Ellipsen-Wasserbocks

## Merkmale
Der Defassa-Wasserbock erreicht eine Kopfrumpflänge von 175 bis 235 cm und eine Schulterhöhe von 120 bis 136 cm und ist damit, zusammen mit dem sehr ähnlichen Ellipsen-Wasserbock die größte Antilope der Gattung Kobus. Der Schwanz hat eine Länge von 33 bis 40 cm. Die deutlich geriffelten Hörner der Männchen können 75 bis 84 cm lang werden. Sie sind leicht nach hinten gebogen und richten sich dann in einer Drehung aufwärts. Weibchen sind hornlos. Das Fell ist grob und zottig und hat eine rötlich-graue Grundfärbung, wobei es individuell verschieden auch eher grau oder mehr rötlich sein kann. Aufgrund von Sekreten, die aus Drüsen ausgeschieden werden, hat es einen süßlichen, moschusartigen Geruch. Die Bauchseite und die Innenseiten der Beine variieren in ihrer Färbung von weißlich bis dunkelbraun. Im Allgemeinen ist das Fell des Defassa-Wasserbocks rötlicher gefärbt als das des Ellipsen-Wasserbocks. Bis auf je einen schmalen weißen Ring direkt oberhalb der Hufe sind die Beine dunkel. Die Kopfoberseite ist oft rötlich mit einem schwärzlichen Streifen, der sich von der Nase bis zwischen die Augen erstreckt. Die Lippen, die Augenbrauen und ein Streifen direkt an der Nase sind weiß. Ein sichelförmiges, weißes Band verläuft vom oberen Kehlenbereich bis unterhalb der Ohren. Die Ohren sind relativ kurz und abgerundet, ihr Inneres ist weiß. Das auffälligste Merkmal, mit dem man den Defassa-Wasserbock vom Ellipsen-Wasserbock unterschieden kann, ist der Spiegel, der beim Defassa-Wasserbock durchgehend weißlich ist und nicht bis oberhalb des Schwanzes reicht, während der Ellipsen-Wasserbock auf seinem Hinterteil eine weiße Ellipse zeigt, die bis über den Schwanz reicht. Die Zahnformel lautet: {\displaystyle {\frac {0.0.3.3}{3.1.3.3}}}.

## Lebensraum und Lebensweise
Der Defassa-Wasserbock kommt in Steppen, Savannen, im Buschland und offenen Wäldern vor, wobei die Weibchen durch Vegetation geschützte Bereiche bevorzugen, während die Männchen mehr im offenen Grasland gesichtet werden können. Dichte Wälder werden jedoch gemieden. Die Tiere entfernen sich nur wenige Kilometer von offenen Gewässern, gehen bei Gewässernähe aber auch in aride Regionen. Im Unterschied zu anderen Kobus-Arten flieht der Defassa-Wasserbock bei Bedrohungen nicht in die Gewässer, sondern sucht eher dichtes Buschwerk auf. Je nach Region ist die Individuendichte verschieden. Am Nakurusee in Kenia wurden 10 bis 100 Tiere auf einer Fläche von einem Quadratkilometer gezählt. In Uganda kam man auf 2,1 bis 17,7 Individuen auf einen Quadratkilometer. In Westafrika sind die Bestände mit 0,4 Exemplaren pro km² im Senegal und 0,02 bis 0,21 Tieren auf einen Quadratkilometer im Nationalpark Comoé im Nordosten der Elfenbeinküste sehr viel geringer.
Defassa-Wasserböcke können sowohl tagsüber als auch in der Nacht aktiv sein. Die Hauptaktivitätszeit liegt in den Morgenstunden und am Abend. Während des Sonnenhöchststandes zwischen 12 und 14 Uhr ruhen die Tiere für gewöhnlich. Sie verbringen jeweils mehr als 35 % ihrer Zeit mit Fressen und Ruhen. Dabei sind die Perioden der Nahrungssuche bei den Weibchen länger, während die Männchen länger (ca. 50 %) ruhen. Die Ruhezeit werden für gewöhnlich geschützt in dichter Vegetation verbracht, während die Tiere zur Nahrungsaufnahme das offene Grasland aufsuchen. Der größte Teil der Nacht wird wiederkäuend verbracht und Tiefschlafperioden dauern nur 4 bis 6 Minuten.
Der Defassa-Wasserbock ernährt sich vor allem von Gras. Die Zusammensetzung der Nahrung ändert sich jedoch je nach Jahreszeit. In der Regenzeit werden vor allem einjährige Gräser gefressen, in den Trockenperioden besteht ihre Diät zu mehr als die Hälfte aus mehrjährigen Gräsern. Außerdem werden dann Blätter gefressen. Im Unterschied zum Ellipsen-Wasserbock weidet der Defassa-Wasserbock nicht auf Überschwemmungsflächen.

## Sozial- und Territorialverhalten
Das Sozialverhalten des Defassa-Wasserbocks ist vor allem in Uganda gründlich erforscht worden. Die Weibchen leben in unstabilen Gruppen, deren Zusammensetzung und Größe sich immer wieder ändert. Während der Regenzeit sind die Gruppen mit drei bis sechs Einzeltieren eher klein, während sich in der Trockenzeit an Wasserstellen bis zu 25 Tiere versammeln können. Das von einem einzelnen Weibchen bewohnte Territorium ist ungefähr 6 km² groß, während die der mehr territorialen Männchen nur eine durchschnittliche Ausdehnung von 1,5 km² haben. Das Territorium eines Weibchens überschneidet daher die Territorien mehrerer Männchen. Männchen verteidigen ihr Revier heftig gegenüber anderen geschlechtsreifen Männchen, Junggesellengruppen werden hin und wieder geduldet, nicht aber in der Brunftzeit. Die Junggesellengruppen sind in ihrer Zusammensetzung relativ stabil mit einer von Alter und Größe abhängigen Hierarchie. Die Territorien adulter Männchen liegen oft an den Ufern von Flüssen und Seen und sind dann wegen ihrer ständig grünen Vegetation besonders attraktiv für Weibchen. Männchen versuchen auch Weibchen am Verlassen ihres Territoriums zu hindern. Die Grenzen des Reviers werden nicht markiert, sondern nur visuell kontrolliert. Am Nakurusee wurde beobachtet, dass revierbesitzende Männchen ein bis drei weitere geschlechtsreife, aber gegenüber dem Revierbesitzer unterwürfige Männchen in ihrem Territorium dulden. Diese „Satellitenmännchen“ helfen, das Territorium zu verteidigen, haben dadurch Zugang zu besseren Nahrungsgründen und haben eine bessere Chancen das Revier zu übernehmen wenn das revierbesitzende Männchen zu alt geworden ist. Die aus einem Revier verdrängten alten Männchen leben den Rest ihres Lebens solitär.

## Fortpflanzung

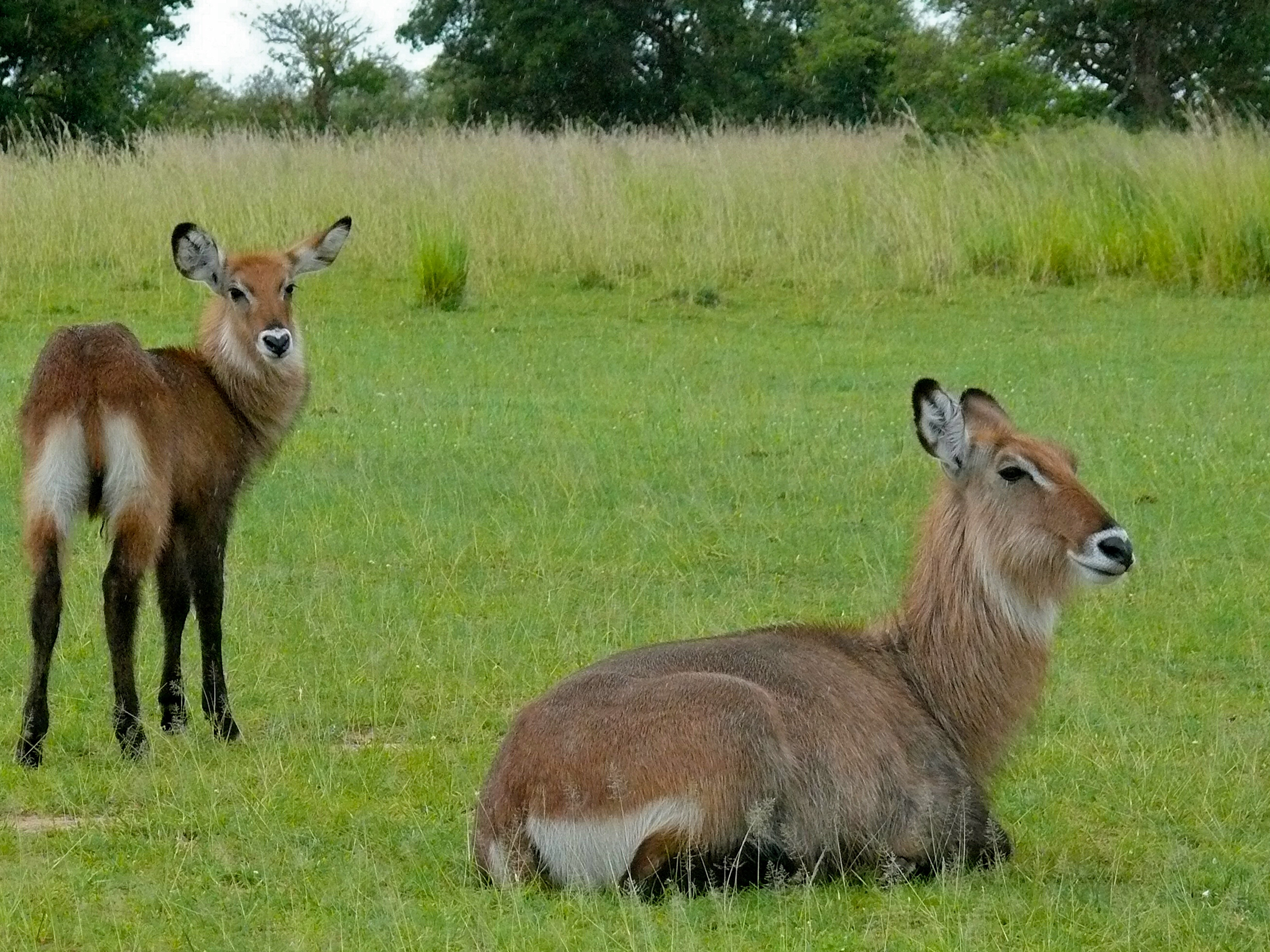
Zwei Weibchen

Defassa-Wasserböcke vermehren sich das ganze Jahr über. Die meisten Geburten finden jedoch während der Regenzeit statt, in Kenia also zwischen Juli und Januar, in Uganda im März und April sowie im Oktober und November und in Sambia zwischen November und April mit einem Höhepunkt im Januar. Empfängnis bereite Weibchen werden vom flehmendem Männchen verfolgt. Stoppt es um zu urinieren lässt das Männchen den Urin über Nüstern und Maul laufen. Der Paarung geht ein Laufschlag voraus, d. h. das Männchen tritt mit dem Vorderbein die Hinterbeine oder den Rumpf des Weibchens. Der Östrus dauert etwa 18 Stunden und in dieser Zeit paart sich das Weibchen bis zu neunmal mit einem oder mit mehreren Männchen. Die Trächtigkeitsdauer beträgt 272 bis 287 Tage. Normalerweise wird nur ein einzelnes Jungtier geboren, das bei der Geburt etwa 14 kg wiegt. Es gibt aber auch Berichte von Zwillingsgeburten. Die ersten zwei bis vier Lebenswochen verbringen die Jungen versteckt im Gebüsch. Das Weibchen hält sich nur wenige hundert Meter entfernt auf und sucht ihr Jungtier tagsüber und in der Nacht nur auf, um es zu säugen. Im Alter von 6 bis 8 Monaten werden die Jungen entwöhnt. Weibchen werden im Alter zwischen zwei und drei Jahren geschlechtsreif. Männchen verlassen ihre Mutter typischerweise im Alter von elf Monaten und schließen sich dann einer Junggesellengruppe an. Bei ihnen beginnt die Reifung mit einem Alter von zwei Jahren und ist erst im Alter von 5 bis 6 Jahren vollendet. Dann haben sie die Größe und auch die Hornlänge der adulten Tiere erreicht und sie versuchen ein eigenes Revier zu besetzen. Sie erreichen in freier Wildbahn ein durchschnittliches Alter von elf Jahren, Weibchen werden im Schnitt 13 Jahre alt. Ein in menschlicher Obhut gehaltenes Weibchen erreichte ein Alter von 23 Jahren.

## Systematik
Der Defassa-Wasserbock ist eine Art aus der Gattung der Wasserböcke (Kobus), zu der rund ein Dutzend Arten gehören. Die Gattung steht innerhalb der Tribus der Reduncini und der Familie der Hornträger (Bovidae). Zu den Reduncini werden zusätzlich noch die Riedböcke (Redunca) und die Rehantilope (Pelea) gezählt. Die Vertreter der Tribus repräsentieren mittelgroße bis große, an wasserreiche Landschaften angepasste Antilopen, die sich hauptsächlich grasfressend ernähren.

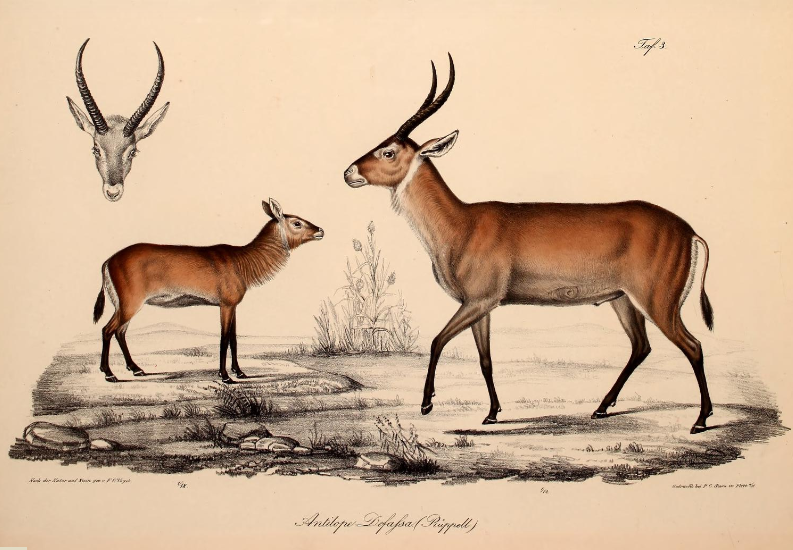
Zeichnung aus der Erstbeschreibung von 1835

Der Defassa-Wasserbock wurde im Jahr 1835 durch den deutschen Naturwissenschaftler und Afrikaforscher Eduard Rüppell unter dem Namen Antilope defassa erstmals wissenschaftlich beschrieben. Terra typica ist die Umgebung des Tanasees im Hochland von Äthiopien. Später wurde er der Gattung Kobus und dem 1833 durch den irischen Naturforscher William Ogilby beschriebenen Ellipsen-Wasserbock (Kobus ellipsiprymnus) als Unterart zugeordnet. Genaue Untersuchungen der Mikrosatelliten zeigten jedoch deutliche Unterschiede zwischen den zwei Wasserbockformen, sodass der Defassa-Wasserbock im Jahr 2011 durch den britisch-australischen Mammalogen Colin Groves und seinen Kollegen Peter Grubb im Zuge einer umfassenden Revision der Huftiersystematik zu einer eigenständigen Art gemacht wurde. Im Nairobi-Nationalpark und im Samburu-Schutzgebiet in Kenia hybridisieren beide Arten. Die Introgression ist jedoch begrenzt, möglicherweise aufgrund von Unterschieden im Genom, der einen größeren Genfluss zwischen den beiden Arten verhindert. Im Verbreitungsgebiet des Defassa-Wasserbocks wurden mehrere Unterarten beschrieben. Gegenwärtig gilt die Art aber als monotypisch, da die Unterschiede zwischen diesen Unterarten nicht größer sind als die zwischen Individuen einer Population.

## Gefährdung
Die IUCN schätzte den Bestand im Jahr 2016 auf 60.000 bis 80.000 ausgewachsene Exemplare und listet den Defassa-Wasserbock als potenziell gefährdet (Near Threatened). Verglichen mit dem Ellipsen-Wasserbock hat der Defassa-Wasserbock ein größeres Verbreitungsgebiet, er ist dort jedoch seltener und sein Lebensraum ist mehr fragmentiert. In Westafrika ist er aus dem größten Teil des ehemaligen Verbreitungsgebietes inzwischen verschwunden. Der Grund liegt in der Bejagung und der Umwandlung von Savannen, offenen Wäldern und Steppen in Weiden und Ackerland.